# Леджа
Леджа (нем. Leggia) — деревня и бывшая коммуна в Швейцарии, в кантоне Граубюнден. 
До 2016 года имела статус отдельной коммуны. 1 января 2017 года вошла в состав коммуны Гроно. Входит в состав региона Моэза (до 2015 года входила в округ Моэза (округ)).
Население коммуны составляло 127 человек (на 31 декабря 2013 года). Официальный код  —  3833.

## Достопримечательности
- Церковь, построенная в 1513 году.
- Часовня, построенная в 1219 году.